# Белая
Белая (на руски: Бе́лая; на башкирски: Ағиҙел (Агидел)) е река в Европейска Русия, протичаща през Република Башкирия, в началото близо до границата с Република Татарстан.
Тя е ляв и най-голям приток на Кама и най-дългата река в Башкирия. Дължината ѝ е 1430 km, която ѝ отрежда 27-о място по дължина сред реките на Русия.

## Географска характеристика

### Извор, течение, устие
Река Белая води началото си от източното подножие на хребета Аваляк (част от планината Южен Урал), на 744 m н.в., на 2 km югозападно от село Новохусаиново, Учалински район на Република Башкортостан. Първите 360 km тече в посока юг-югозапад, след което постепенно завива на запад и тече в тази посока около 200 km. В този участък протича през западните нископланински части на Южен Урал. В най-горното ѝ течение долината ѝ е сравнително широка и заблатена. След село Тирлянски долината ѝ рязко се стеснява, като на отделни участъци склоновете ѝ са стръмни, на места отвесни и силно залесени. При град Мелеуз и устието на десния ѝ приток Нугуш Белая напуска планината е навлиза в равнината, като завива на север. Долината ѝ значително се разширява, а след устието на най-големия си приток река Уфа Белая завива на северозапад и представлява вече типично равнинна река. В този последен участък от течението си (487 km) реката тече по обширна заливна тераса, изобилстваща от старици, меандри, ръкави и острови. Десният бряг на долината ѝ е малко по-висок от левия, който е почти незабележим. Влива се от югоизток в Нижнекамското водохранилище на река Кама на 58 m н.в. в близост до град Агидел, Република Башкортостан. Последните 83 km от течението си служи за граница между републиките Башкортостан и Татарстан.

### Водосборен басейн, притоци
Водосборният басейн на Белая обхваща площ от 142 хил. km2, което представлява 28,01% от водосборния басейн на река Кама. Във водосборния басейн на реката попадат части от териториите на Башкортостан, Оренбургска област, Пермски край, Свердловска област, Татарстан и Челябинска област.
Границите на водосборния басейн на реката са следните:
- на север – водосборните басейни на реките Буй и Чусовая, леви притоци на река Кама;
- на изток – водосборния басейн на река Об;
- на юг – водосборния басейн на река Урал;
- на югозапад – водосборния басейн на река Самара, ляв приток на река Волга;
- на запад – водосборните басейни на река Ик, ляв приток на река Кама.

Река Белая получава множество притоци с дължина над 20 km, като 15 от тях са дължина над 100 km. По-долу са изброени тези 15 реки, за които е показано на кой километър по течението на реката се вливат, дали са леви (→) или (←), тяхната дължина, площта на водосборния им басейн (в km2) и мястото, където се вливат.
- 1098 → Узян 116 / 1590, при село Новосубхангулово
- 837 ← Нугуш 235 / 3820, при село Василевка
- 743 → Ашкадар 165 / 3780, при град Стерлитамак
- 700 → Куганак 102 / 1480, на 2,5 km югоизточно от село Покровка
- 585 ← Зилим 215 / 3280, при село Сарт Наурузово
- 561 ← Сим 239 / 11 700, при село Симски
- 504 → Уршак 193 / 2230, южно от град Уфа
- 487 ← Уфа 918 / 53 100, в град Уфа
- 475 → Дьома 535 / 12 800, в град Уфа
- 387 → Кармасан 128 / 1780, при село Яблочни
- 382 → Чермасан 186 / 3970, при село Старобаскаково
- 262 ← Бир 128 / 2200, при село Улеево
- 115 ← Танип (Бързи Танип) 345 / 7560, при село Старий Буртюк
- 110 → База 123 / 1590, при село Марино
- 83 → Сюн 209 / 4500, при село Новомедведево

### Хидроложки показатели
Подхранването на Белая е предимно снегово и в по-малък процент дъждовно и подземно. Пълноводието на реката е от началото на април до края на юли (средно 75 дни), като през този период преминава около 60% от годишния ѝ отток. По време на пълноводие мътността ѝ достига до 900 mg/L, а през останалото време се колебае около 50 mg/L. Среден годишен отток при град Бирск (при 262 km) 858 m3/s. Замръзва през втората половина на ноември, а се размразява в средата на април.

## Селища
По течението на реката са разположени множество населени места в Башкортостан, в т.ч. 10 града: Белорецк, село Старосубхангулово (районен център), Мелеуз, Салават, Ишимбай, Стерлитамак, Уфа (столицата на Република Башкортостан), Благовещенск, село Кушнаренково (районен център) Бирск, Дюртюли, Агидел.

## Стопанско значение
Основно водите на река Белая се използват за напояване на хилядите хектари зеленчукови градини в нейната долина и ограничено количество за водоснабдяване. По течението на реката е планирано изграждането на три големи водохранилища, от които през 2003 г. е пуснато в експлоатация първото от тях – Юмагузинското. При пълноводие реката е плавателна до село Табинское (при 656 km), а регулярно корабоплаване се извършва до град Уфа (при 487 km).